# Inge Nielsen
Inge Nielsen (* 26. November 1950 in Aarhus) ist eine dänische Klassische Archäologin.
Nielsen studierte 1971 bis 1979 Klassische Archäologie an der Universität Aarhus, wo sie 1979 promoviert wurde und sich 1991 habilitierte. Von 1998 bis 2000 war sie stellvertretende Direktorin des Dänischen Instituts in Athen. Seit dem Jahr 2000 ist Nielsen Professorin am Archäologischen Institut der Universität Hamburg.
Nielsen war bei zahlreichen Ausgrabungen aktiv: 1976–77 nahm sie an den skandinavisch-italienischen Ausgrabungen in Ficana bei Rom teil, 1978 nahm sie zusammen mit Thorkild Schiøler Untersuchungen in den Mithras-Thermen Ostias vor, seit 1983 ist sie zusammen mit Svend Holm-Nielsen Leiterin der dänischen Ausgrabungen in Gadara/Umm Qeis in Jordanien, seit 1984 ist sie zusammen mit Jan Zahle Leiterin der skandinavischen Ausgrabungen des Tempels von Castor und Pollux auf dem Forum Romanum in Rom.
Forschungsschwerpunkt von Inge Nielsen ist die antike Architektur, insbesondere Thermen, Paläste und Heiligtümer. Sie ist Mitglied der Königlich Dänischen Akademie der Wissenschaften, ordentliches Mitglied des Deutschen Archäologischen Instituts (DAI) und war Mitglied der Zentraldirektion des DAI.

## Schriften (Auswahl)
- Die Entstehung und frühe Entwicklung der römischen Thermen. Universität Aarhus, Aarhus 1979 (Dissertation; in Dänisch).
- Thermae et Balnea. The Architecture and Cultural History of Roman Public Baths. University Press, Aarhus 1990, ISBN 87-7288-212-3.
- mit Birte Poulsen: The Temple of Castor and Pollux. de Luca, Rom 1992, ISBN 88-8016-015-X
- Garara – Umm Qēs III. Die byzantinischen Thermen. Harrassowitz, Wiesbaden 1993, ISBN 3-447-03266-9 (Abhandlungen des Deutschen Palästinavereins, 17).
- Hellenistic palaces. Tradition and renewal. University Press, Aarhus 1990. 2. Auflage 1999, ISBN 87-7288-445-2.
- Cultic theatres and ritual drama. A study in regional development and religious interchange between East and West in antiquity. University Press, Aarhus 2002, ISBN 87-7288-879-2.
- seit Band 19/20, 2001 Mitherausgeberin der Zeitschrift Hephaistos